# Traiano (magister peditum)
Traiano (latino: Traianus; ... – Adrianopoli, 9 agosto 378) è stato un generale romano che combatté al servizio dell'imperatore romano Valente e morì con lui nella battaglia di Adrianopoli.

## Biografia

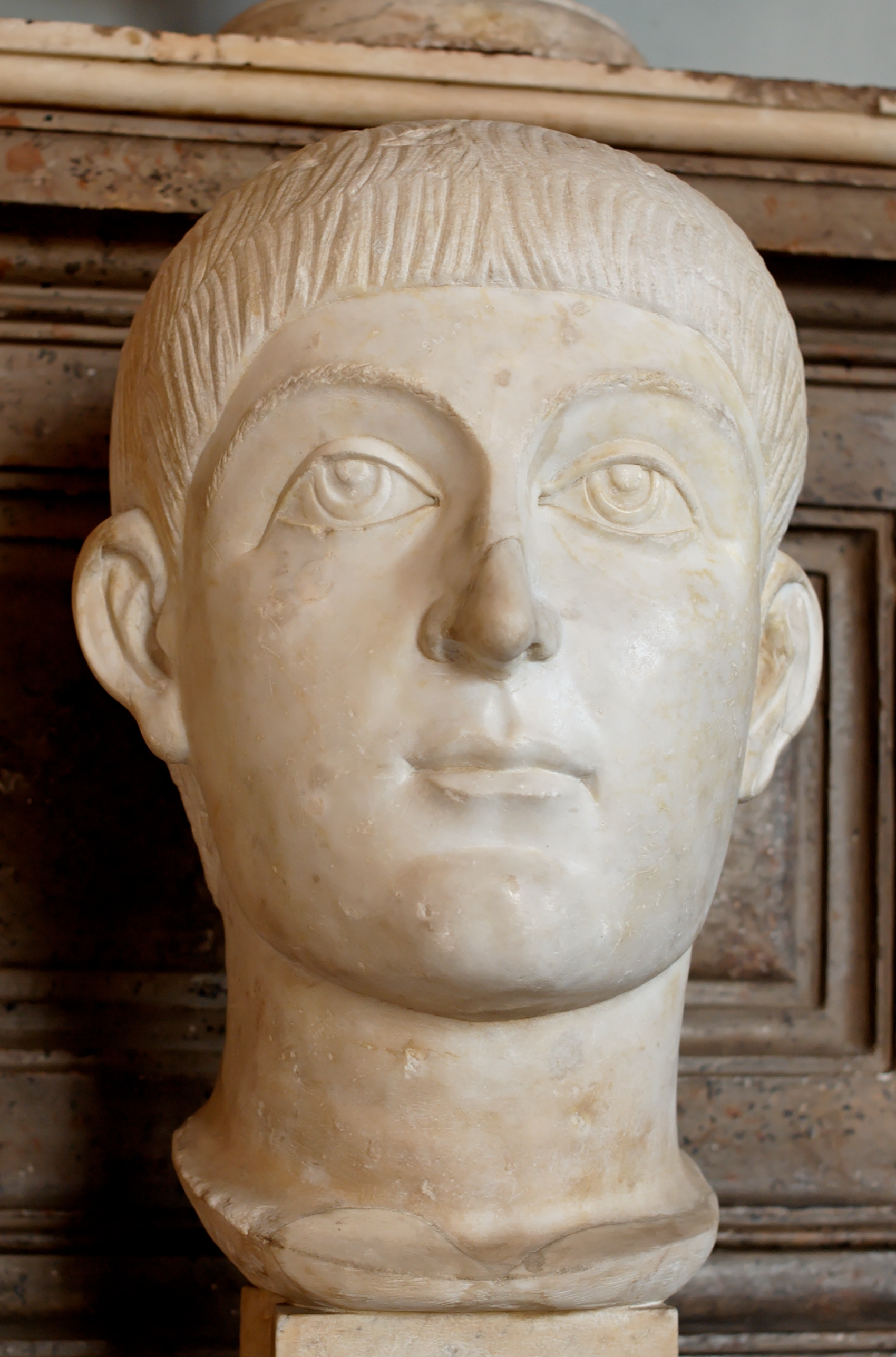
L'imperatore d'Oriente Valente, sotto il quale Traiano fece carriera e con il quale morì nella battaglia di Adrianopoli (378).

Tra il 367 e il 368 fu dux Aegypti. In questa veste protesse, assieme al praefectus augustalis Eutolmio Taziano, il vescovo ariano Lucio di Alessandria; ricevette l'ordine imperiale di ricostruire il Caesareum e iniziò i lavori il 1º maggio 368.
Tra il 371 e il 374 fu comes rei militaris d'Oriente, dove, assieme al re alamanno Vadomario, combatté contro i Sasanidi. Alla fine dell'inverno il sovrano sasanide Sapore II raccolse il proprio esercito e mosse contro il territorio romano; l'imperatore Valente gli inviò contro Vadomario e Traiano con dei forti contingenti, con l'ordine di tenere a bada i Persiani e di non provocarli, ma a Vagabanta i cavalieri sasanidi costrinsero all'ingaggio la fanteria romana, che, dopo aver tentato di disimpegnarsi, sconfisse il nemico. Negli scontri successivi i risultati furono alterni e così, terminata l'estate, i generali stipularono una tregua e si ritirarono. Nel 374, mentre comandava le truppe in Armenia, ricevette l'incarico segreto da parte di Valente di eliminare il re Papa di Armenia. Traiano prima si conquistò la fiducia di Papa, poi, lo invitò a cena; durante la serata, Traiano si allontanò con una scusa e Papa fu assassinato da un sicario.
Fu poi promosso al rango di magister peditum e operò in Tracia, in occasione della serie di conflitti che vanno sotto il nome di Guerra gotica. Nel 377 i Goti, accolti entro il territorio romano ma vessati dagli ufficiali di Valente, si ribellarono saccheggiando Adrianopoli e riunendosi sotto il comando di Fritigerno. Valente, che si trovava all'epoca ad Antiochia in Siria, decise di raggiungere la Tracia, mandando nel frattempo avanti Traiano e Profuturo. Giunti sul luogo, i due generali non impegnarono il numeroso nemico dividendolo in piccoli gruppi, ma decisero di impegnarlo interamente con le truppe dell'esercito d'Armenia, che avevano dato prova di valore; con queste spinsero i Goti all'interno delle valli per prenderli per fame. Non giungendo l'atteso aiuto di Frigerido, Traiano e Profuturo, le cui truppe erano comunque nettamente inferiori per numero al nemico, si riunirono al contingente comandato da Ricomere presso la città di Ad Salices ("ai salici", vicino Marcianopoli in Mesia). I generali romani impegnarono a lungo un'enorme massa di barbari trincerati dietro un muro di carri, fino allo scontro in campo aperto: dopo un iniziale cedimento dell'ala sinistra romana, rafforzata dall'arrivo di truppe ausiliarie locali, la battaglia dei Salici si trasformò in uno scontro che durò fino al calar della notte; alla fine i Romani contarono numerose perdite. Informato della sanguinosa battaglia, Valente inviò di rinforzo a Traiano e Profuturo il comandante della cavalleria Saturnino. Tornato a Costantinopoli, l'imperatore lo accusò di codardia, ma, sostenuto dagli altri magistri militum Arinteo e Vittore, diede la colpa della propria sconfitta alla persecuzione dei cattolici voluta da Valente stesso (nei suoi ultimi anni di vita fu un cattolico fervente).
Nel 378 Traiano fu esonerato dal comando in favore di Sebastiano, generale fatto venire apposta dall'Occidente, ma successivamente fu richiamato in servizio e seguì Valente che intendeva combattere i Goti prima dell'arrivo del nipote Graziano con l'esercito d'Occidente, combattendo nella decisiva e funesta battaglia di Adrianopoli. Qui, durante la rotta, notò che l'imperatore era stato abbandonato dalla propria guardia personale; come l'imperatore, cadde sul campo.